# Dzmitry Zhyhunou
Dzmitry Zhyhunou (nascido em 10 de julho de 1996 em Retchytsa) é um ciclista bielorrusso, membro da equipa Fundación-Orbea.

## Palmarés
- 2015
  -  Campeão da Bielorrússia em estrada esperanças
  - 2.º do campeonato da Bielorrússia em estrada
  - 3.º do Grande Prêmio de Moscovo
- 2016
  - Laukizko Udala Saria
    - 1.ª etapa da Volta a Samora
    - 1.ª etapa da Volta a Toledo

  - 2.º da Leintz Bailarari Itzulia
  - 2.º do Memorial Etxaniz
  - 3.º da Klasika Lemoiz
- 2017
  -     - 3. ª etapa da Volta a Cantábria

  - Andra Mari Sari Nagusia
  - Prova Alsasua
  - 2.º da Zumaiako Saria
  - 2.º do Prêmio Primavera
  - 3.º do Circuito Aiala
- 2018
  - Bizkaia 3E :
    - Classificação geral
      - 1.ª etapa

  - Clássica Xavier Tondo
  - 2.º da Goierriko Itzulia
  - 3.º do Grande Prêmio Macario

## Classificações mundiais
| Ano             | 2015   | 2016  | 2017  |
| UCI Europe Tour | 337.º. | 1 632 | 986.º |